# العلاقات الفيجية الكينية
العلاقات الفيجية الكينية هي العلاقات الثنائية التي تجمع بين فيجي وكينيا.

## مقارنة بين البلدين
هذه مقارنة عامة ومرجعية للدولتين:
| وجه المقارنة                                              | فيجي                                                                 | كينيا                         |
| --------------------------------------------------------- | -------------------------------------------------------------------- | ----------------------------- |
| المساحة (كم2)                                             | 18.27 ألف                                                            | 581.31 ألف                    |
| عدد السكان (نسمة)                                         | 915.30 ألف                                                           | 48.47 مليون                   |
| الكثافة السكانية (ن./كم²)                                 | 50.1                                                                 | 83.38                         |
| العاصمة                                                   | سوفا                                                                 | نيروبي                        |
| اللغة الرسمية                                             | لغة إنجليزية، اللغة الفيجية، اللغة الفيجي الهندية، اللغة الهندستانية | اللغة السواحلية، لغة إنجليزية |
| العملة                                                    | دولار فيجي                                                           | شيلينغ كيني                   |
| الناتج المحلي الإجمالي (بليون دولار)                      | 5.06 مليار                                                           | 74.94 مليار                   |
| الناتج المحلي الإجمالي (تعادل القوة الشرائية) بليون دولار | 8.32 مليار                                                           | 142.24 مليار                  |
| الناتج المحلي الإجمالي الاسمي للفرد دولار أمريكي          | 4.96 ألف                                                             | 1.38 ألف                      |
| الناتج المحلي الإجمالي للفرد دولار أمريكي                 | 8.79 ألف                                                             | 2.95 ألف                      |
| مؤشر التنمية البشرية                                      | 0.727                                                                | 0.548                         |
| رمز المكالمات الدولي                                      | +679                                                                 | +254                          |
| رمز الإنترنت                                              | .fj                                                                  | .ke                           |
| المنطقة الزمنية                                           | ت ع م+12:00                                                          | ت ع م+03:00                   |

## منظمات دولية مشتركة
يشترك البلدان في عضوية مجموعة من المنظمات الدولية، منها:
| علم المنظمة | اسم المنظمة                                 | تاريخ انضمام فيجي | تاريخ انضمام كينيا |
| ----------- | ------------------------------------------- | ----------------- | ------------------ |
|             | الاتحاد البريدي العالمي                     | ?                 | ?                  |
|             | يونسكو                                      | 14 يوليو 1983     | 7 أبريل 1964       |
|             | البنك الدولي للإنشاء والتعمير               | 28 مايو 1971      | 3 فبراير 1964      |
|             | منظمة التجارة العالمية                      | ?                 | 1995               |
|             | وكالة ضمان الاستثمار متعدد الأطراف          | 24 سبتمبر 1990    | 28 نوفمبر 1988     |
|             | الاتحاد الدولي للاتصالات                    | 5 مايو 1971       | 11 أبريل 1964      |
|             | منظمة الشرطة الجنائية الدولية               | ?                 | ?                  |
|             | مؤسسة التمويل الدولية                       | 12 يوليو 1979     | 3 فبراير 1964      |
|             | الأمم المتحدة                               | 13 أكتوبر 1970    | 16 ديسمبر 1963     |
|             | مجموعة دول أفريقيا والكاريبي والمحيط الهادئ | ?                 | ?                  |
|             | مؤسسة التنمية الدولية                       | 29 سبتمبر 1972    | 3 فبراير 1964      |
|             | منظمة حظر الأسلحة الكيميائية                | ?                 | ?                  |
|             | المركز الدولي لتسوية المنازعات الاستشارية   | 10 سبتمبر 1977    | 2 فبراير 1967      |

## وصلات خارجية
- موقع وزارة الخارجية الفيجية
- موقع وزارة الخارجية الكينية